# Nguyễn Quốc Hưng
Nguyễn Quốc Hưng (sinh ngày 23 tháng 11 năm 1961) là một chính trị gia người Việt Nam. Ông hiện là đại biểu Quốc hội Việt Nam khóa XIV nhiệm kì 2016-2021, thuộc đoàn đại biểu quốc hội thành phố Hà Nội. Ông đã trúng cử đại biểu quốc hội lần đầu năm 2016 ở đơn vị bầu cử số 7 (gồm Quốc Oai, Chương Mỹ, Thanh Oai), thành phố Hà Nội với tỉ lệ 61,58% số phiếu hợp lệ. Ông hiện là Ủy viên thường trực Uỷ ban Văn hoá, Giáo dục, Thanh niên, Thiếu niên và Nhi đồng của Quốc hội, Phó Chủ tịch Nhóm nghị sĩ hữu nghị Việt Nam - Palextin, Phó Chủ tịch Nhóm nghị sĩ hữu nghị Việt Nam - Inđônexia, Phó Tổng cục trưởng Tổng cục Du lịch, Bộ Văn hóa, Thể thao và Du lịch.

## Xuất thân
Nguyễn Quốc Hưng sinh ngày 23 tháng 11 năm 1961 quê quán ở xã Tam Canh, huyện Bình Xuyên, Vĩnh Phúc. 
Ông hiện cư trú ở Số 41, ngõ 135, phố Đội Cấn, phường Ngọc Hà, quận Ba Đình, thành phố Hà Nội.

## Giáo dục
- Giáo dục phổ thông: 10/10
- Đại học Ngoại thương chuyên ngành Kinh tế đối ngoại
- Tiến sĩ Khoa học Triết học - Văn hóa học Đại học Ngoại thương
- Cao cấp lí luận chính trị

## Sự nghiệp
Ông gia nhập Đảng Cộng sản Việt Nam vào ngày 5/12/1989.
Ông hiện là Ủy viên thường trực Uỷ ban Văn hoá, Giáo dục, Thanh niên, Thiếu niên và Nhi đồng của Quốc hội, Phó Chủ tịch Nhóm nghị sĩ hữu nghị Việt Nam - Palextin, Phó Chủ tịch Nhóm nghị sĩ hữu nghị Việt Nam - Inđônexia, Phó Tổng cục trưởng Tổng cục Du lịch, Bộ Văn hóa, Thể thao và Du lịch.
Ông đang làm việc ở Uỷ ban Văn hoá, Giáo dục, Thanh niên, Thiếu niên và Nhi đồng của Quốc hội và ở Tổng cục Du lịch, Bộ Văn hóa, Thể thao và
Du lịch.
Đại biểu chuyên trách: Trung ương
Đại biểu Hội đồng nhân dân: Không.